# 출판기획사
출판기획사(出版企劃社)는 출판기획과 북디자인을 대행하는 업체를 말한다. 필름출력 등의 출력업무를 대행하기도 한다.

## 같이 보기
- 출판사
- 기획사